# De bloedwet
De bloedwet is het eerste album uit de stripreeks Bakelandt, het album verscheen in 1978. De reeks wordt getekend door striptekenaar Hector Leemans en geschreven door Daniël Jansens.

## Verhaal
Het verhaal speelt zich af in 1799. Bakelandt ontsnapt uit het beruchte Bagno van Brest waar hij gevangen zat. Collin d'Herbois, de commandant van de gevangenis opent de klopjacht op Bakelandt. Maar hij weet snel en veilig het Vlaamse land al te bereiken. Bakelandt zoekt onderdak in de landelijke herberg waar hij kennis maakt met Pier den Bult. Pier den Bult zorgt ervoor dat Bakelandt al snel in contact komt met de boskanters van het Vrijbos. Waar hij al snel wordt gekozen tot de leider van de bende vrijbuiters. Bakelandt probeert om samen met de boskanters de strijd aan te binden tegen de bezetters. Het probleem blijkt acuut te zijn want in Roeselare arriveren de eerste troepen onder leiding van de beruchte commandant Raoul De Crèvecœur.